# Cordillera-aratinga
De  cordillera-aratinga  (Psittacara frontatus, synoniem: Aratinga wagleri) is een vogel uit de familie Psittacidae (papegaaien van Afrika en de Nieuwe Wereld). De soort werd ook wel opgevat als ondersoort van Waglers aratinga (P. wagleri).

## Herkenning
De vogel is 38 tot 40 cm lang. Het is een overwegend groene papegaaiachtige met een lange staart. De vogel is van boven donkergroen en lichter van onder, bijna geelachtig groen. De soort lijkt op de Waglers aratinga, maar heeft een lichter gekleurde snavel en meer rode markeringen op de hals en de schouder.

## Verspreiding en leefgebied
Er zijn twee ondersoorten:
- P. f. frontatus in westelijk Ecuador en westelijk Peru
- P. f. minor in Midden en Zuid-Peru.

Het leefgebied is montaan nevelbos, struikgewas en vooral cactussen met rotsformaties in de nabijheid in de Andes tot op 3000 m boven zeeniveau.

## Status
De cordillera-aratinga heeft een beperkt verspreidingsgebied en daardoor is de kans op uitsterven aanwezig. De grootte van de populatie is nog niet vastgesteld, maar de populatie-aantallen nemen af door jacht en het vangen voor de kooivogelhandel. Daarnaast wordt het leefgebied aangetast door andere vormen van landgebruik, hoewel de vogel betrekkelijk tolerant is voor veranderingen in het habitat. De soort staat als gevoelig op de Rode Lijst van de IUCN en er gelden beperkingen voor de handel, want de soort staat in de Bijlage II van het CITES-verdrag.